# Daouda Diallo
Daouda Diallo (* 1939 in Dosso; † 28. Juni 2014 in Niamey) war ein nigrischer Politiker. Er war von 1979 bis 1983 Außenminister Nigers.

## Leben
Daouda Diallo besuchte Grundschulen in Dori, Say und Niamey. Von 1968 bis 1972 machte er eine Hörfunk-Ausbildung am Office de Coopération Radiophonique (OCORA) in Paris. Der OCORA unterstützte Rundfunkanstalten in ehemaligen französischen Kolonien wie Niger. Am 15. April 1974 kam der Oberste Militärrat unter der Führung von Seyni Kountché durch einen Militärputsch in Niger an die Macht. Der Zivilist Daouda Diallo wurde zunächst an die Spitze der association des amis du Niger (Vereinigung der Freunde Nigers) berufen, die bei der Botschaft Nigers in Paris angesiedelt war. Ende 1974 kehrte er nach Niger zurück und wurde mit der Leitung des ORTN, der staatlichen Rundfunkanstalt Nigers, betraut.
Diallo wurde 1976 Mitglied der Regierung Kountchés, zunächst als Staatssekretär für Information. 1979 wurde er stattdessen Minister für äußere Angelegenheiten und Kooperation. In diesem Amt folgte er Adamou Moumouni Djermakoye nach. Diallo fungierte ab 1983 als Informationsminister. Neuer Außenminister wurde Idé Oumarou. Ab 1985 amtierte Diallo als Minister für Information, Kultur, Post und Telekommunikation. 1987 lautete sein Amtstitel für kurze Zeit Minister für Kultur und Kommunikation, bis er im selben Jahr nach dem Tod Seyni Kountchés aus der Regierung ausschied. Daouda Diallo galt als enger und einflussreicher Vertrauter des Staatschefs. Unter Kountchés Nachfolger Ali Saïbou war er von 1987 bis 1989 Vorsitzender des Verwaltungsrats der staatlichen Bergbauinstitution Office National des Ressources Minières, des Vorgängerunternehmens der Société du Patrimoine des Mines du Niger.
Der 1996 durch einen Militärputsch an die Macht gekommene Staatspräsident Ibrahim Baré Maïnassara berief Diallo 1997 zum Präsidenten des staatlichen Conseil Supérieur de la Communication (Hoher Rat für Kommunikation). In dieser Funktion war Diallo für Einschränkungen der Pressefreiheit verantwortlich. Er verbot privaten Radiostationen, ausländische Sendungen in ihren Nachrichtenprogrammen zu übernehmen, und kündigte an, den Betrieb von Zeitungen einzustellen, deren Herausgeber über keine Zulassung als professionelle Journalisten verfügten. Die nichtstaatlichen Zeitungen Citoyen und La Tribune du Peuple wurden mit Geldstrafen belegt und ihre Herausgeber wegen übler Nachrede in erster Instanz zu Bewährungsstrafen verurteilt. Mit dem gewaltsamen Tod Ibrahim Baré Maïnassaras im Jahr 1999 endete die Präsidentschaft Diallos im Conseil Supérieur de la Communication.
Der 1999 demokratisch gewählte Staatspräsident Mamadou Tandja, ehemals Mitglied des Obersten Militärrats unter Seyni Kountché, ernannte Daouda Diallo 2003 zu seinem Berater in Informationsangelegenheiten. 2005 berief der Staatspräsident Diallo erneut an die Spitze des Conseil Supérieur de la Communication. Tandja bemühte sich 2009 um eine in der Verfassung nicht vorgesehene dritte Amtszeit als Staatspräsident. Im Zuge dessen erklärte er den Notstand und stattete Diallo mit weitreichenden Befugnissen zur Medienregulierung aus, der nunmehr ohne die Zustimmung der anderen Mitglieder des Conseil Supérieur de la Communication handeln konnte. Nach einer regimekritischen Sendung ließ Diallo die private Mediengruppe Dounia schließen. Die Schließung wurde gerichtlich aufgehoben. Im Jahr 2010 wurde Tandja gestürzt und Diallo verlor erneut seinen Posten als Präsident des Conseil Supérieur de la Communication.
Daouda Diallo starb 2014 und wurde in der Familiengrablege in Lamordé bestattet.